# Ванджоб
Ванджоб (в верховьях Абдукаххор; до 31 июля 2023 года — Ванч) — река в Таджикистане, правый приток реки Пяндж. Длина реки составляет 103 км, площадь бассейна — 2070 км². Средневзвешенная высота водосбора — 3780 м. 59 % от годового стока приходится на период с июля по сентябрь. Месяц максимального стока — июль (место измерения — посёлок Ванч). Тип питания — ледниково-снеговое.
Ванджоб вытекает из ледника Абдукаххор, лежащего на западном склоне Ванчского хребта. Протекает между Ванчским хребтом и восточной частью Дарвазского хребта.
Среднегодовой расход воды составляет около 50 м³/с; возможны катастрофические паводки (до 1000 м³/с), происходящие при прорыве подпрудного озера, образующегося в верховьях реки при резкой подвижке пульсирующего ледника Медвежьего, перекрывающего долину.
На реке построена гидроэлектростанция.
В районе долины реки до XX века был распространён ванчский язык, один из памирских языков.